# ADO Den Haag in het seizoen 2023/24 (vrouwen)
Het seizoen 2023/24 is het 17e jaar in het bestaan van de Den Haagse vrouwenvoetbalclub ADO Den Haag. De club komt uit in de Eredivisie en neemt ook deel aan het toernooi om de KNVB beker.

## Selectie en technische staf

### Selectie
| Nr.             | Nat.               | Naam                   | Competitie  | Competitie  | Beker       | Beker       | Totaal      | Totaal      | Seizoen bij ADO Den Haag | Vorige club   | Contract     |             |             |             |             |             |             |
| Nr.             | Nat.               | Naam                   | W           | Goal        | W           | Goal        | W           | Goal        | Seizoen bij ADO Den Haag | Vorige club   | Contract     |             |             |             |             |             |             |
| Doelvrouwen     | Doelvrouwen        | Doelvrouwen            | Doelvrouwen | Doelvrouwen | Doelvrouwen | Doelvrouwen | Doelvrouwen | Doelvrouwen | Doelvrouwen              | Doelvrouwen   | Doelvrouwen  | Doelvrouwen | Doelvrouwen | Doelvrouwen | Doelvrouwen | Doelvrouwen | Doelvrouwen |
| --------------- | ------------------ | ---------------------- | ----------- | ----------- | ----------- | ----------- | ----------- | ----------- | ------------------------ | ------------- | ------------ | ----------- | ----------- | ----------- | ----------- | ----------- | ----------- |
| 1               | Vlag van Nederland | Barbara Lorsheijd      | 22          | 0           | 1           | 0           | 23          | 0           | 14e                      | FC Twente     | 30 juni 2024 |             |             |             |             |             |             |
| 16              | Vlag van Nederland | Isa Grimmius           | 0           | 0           | 0           | 0           | 0           | 0           | 3e                       | Jeugd         | 30 juni 2024 |             |             |             |             |             |             |
| 30              | Vlag van Nederland | Loïs Wieringa          | 0           | 0           | 0           | 0           | 0           | 0           | 3e                       | Jeugd         | Contractloos |             |             |             |             |             |             |
| Verdedigsters   |                    |                        |             |             |             |             |             |             |                          |               |              |             |             |             |             |             |             |
| 2               | Vlag van Nederland | Bo Vonk                | 22          | 1           | 1           | 0           | 23          | 1           | 7e                       | Jeugd         | 30 juni 2024 |             |             |             |             |             |             |
| 3               | Vlag van Nederland | Daniëlle Noordermeer   | 21          | 1           | 1           | 1           | 21          | 2           | 2e                       | Excelsior     | 30 juni 2025 |             |             |             |             |             |             |
| 4               | Vlag van Nederland | Nicole Stoop           | 6           | 0           | 0           | 0           | 6           | 0           | 2e                       | VV Alkmaar    | Ontbonden    |             |             |             |             |             |             |
| 5               | Vlag van Nederland | Kayra Nelemans         | 22          | 1           | 1           | 0           | 23          | 1           | 5e                       | Jeugd         | 30 juni 2025 |             |             |             |             |             |             |
| 13              | Vlag van Nederland | Wiëlle Douma           | 21          | 0           | 1           | 0           | 21          | 0           | 4e                       | Sc Heerenveen | 30 juni 2024 |             |             |             |             |             |             |
| 15              | Vlag van Nederland | Jill van den Ende      | 2           | 0           | 1           | 0           | 3           | 0           | 2e                       | Jeugd         | 30 juni 2025 |             |             |             |             |             |             |
| 17              | Vlag van Nederland | Laura Dankelman        | 6           | 0           | 0           | 0           | 6           | 0           | 3e                       | Jeugd         | 30 juni 2024 |             |             |             |             |             |             |
| 20              | Vlag van Nederland | Cato Pijnacker Hordijk | 7           | 0           | 1           | 0           | 8           | 0           | 5e                       | Jeugd         | 30 juni 2024 |             |             |             |             |             |             |
| 26              | Vlag van Nederland | June Burgers           | 1           | 0           | 0           | 0           | 1           | 0           | 2e                       | Jeugd         | 30 juni 2024 |             |             |             |             |             |             |
| Middenveldsters |                    |                        |             |             |             |             |             |             |                          |               |              |             |             |             |             |             |             |
| 6               | Vlag van Nederland | Pleun Raaijmakers      | 11          | 1           | 0           | 0           | 11          | 1           | 5e                       | PSV           | 30 juni 2025 |             |             |             |             |             |             |
| 8               | Vlag van België    | Chloé Vande Velde      | 15          | 1           | 1           | 0           | 16          | 1           | 2e                       | KAA Gent      | 30 juni 2024 |             |             |             |             |             |             |
| 10              | Vlag van Nederland | Louise van Oosten      | 22          | 1           | 1           | 0           | 23          | 1           | 4e                       | Jeugd         | 30 juni 2025 |             |             |             |             |             |             |
| 18              | Vlag van Nederland | Ilham Abali            | 11          | 0           | 0           | 0           | 11          | 0           | 6e                       | Jeugd         | 30 juni 2024 |             |             |             |             |             |             |
| 19              | Vlag van Nederland | Nikki IJzerman         | 22          | 3           | 1           | 0           | 23          | 3           | 4e                       | Excelsior     | 30 juni 2024 |             |             |             |             |             |             |
| 21              | Vlag van Nederland | Quinty Dupon           | 0           | 0           | 0           | 0           | 0           | 0           | 2e                       | Jeugd         | 30 juni 2026 |             |             |             |             |             |             |
| 23              | Vlag van Nederland | Lysanne van der Wal    | 21          | 2           | 1           | 0           | 23          | 2           | 2e                       | FC Twente     | 30 juni 2024 |             |             |             |             |             |             |
| 24              | Vlag van Nederland | Anne van Egmond        | 7           | 0           | 0           | 0           | 7           | 0           | 1e                       | Jeugd         | 30 juni 2024 |             |             |             |             |             |             |
| 25              | Vlag van Nederland | Lauren Glotzbach       | 1           | 0           | 0           | 0           | 1           | 0           | 1e                       | Jeugd         | 30 juni 2025 |             |             |             |             |             |             |
| Aanvalsters     |                    |                        |             |             |             |             |             |             |                          |               |              |             |             |             |             |             |             |
| 7               | Vlag van Nederland | Lakeesha Eijken        | 12          | 0           | 1           | 0           | 13          | 0           | 1e                       | Standard Luik | 30 juni 2024 |             |             |             |             |             |             |
| 9               | Vlag van Nederland | Lobke Loonen           | 22          | 13          | 1           | 0           | 23          | 13          | 2e                       | KAA Gent      | 30 juni 2025 |             |             |             |             |             |             |
| 11              | Vlag van Aruba     | Vanessa Susanna        | 15          | 0           | 1           | 0           | 16          | 0           | 3e                       | KAA Gent      | 30 juni 2024 |             |             |             |             |             |             |
| 12              | Vlag van Nederland | Gina Viehoff           | 4           | 1           | 0           | 0           | 4           | 1           | 2e                       | Jeugd         | 30 juni 2025 |             |             |             |             |             |             |
| 14              | Vlag van Nederland | Manon van Raay         | 22          | 3           | 1           | 0           | 23          | 3           | 4e                       | Jeugd         | 30 juni 2024 |             |             |             |             |             |             |
| 21              | Vlag van Nederland | Shanique Dessing       | 11          | 2           | 1           | 0           | 12          | 2           | 6e                       | PSV           | 30 juni 2024 |             |             |             |             |             |             |
| 21              | Vlag van Nederland | Iris Remmers           | 1           | 0           | 0           | 0           | 1           | 0           | 1e                       | Jeugd         | 30 juni 2026 |             |             |             |             |             |             |
| Nr.             | Nat.               | Naam                   | W           | Goal        | W           | Goal        | W           | Goal        | Seizoen bij ADO Den Haag | Vorige club   | Contract     |             |             |             |             |             |             |
| Nr.             | Nat.               | Naam                   | Competitie  | Competitie  | Beker       | Beker       | Totaal      | Totaal      | Seizoen bij ADO Den Haag | Vorige club   | Contract     |             |             |             |             |             |             |

### Legenda
| # | Reden                                          |
| - | ---------------------------------------------- |
|   | Heeft de club in het lopende seizoen verlaten. |

### Technische staf
| Naam         | Functie      |
| ------------ | ------------ |
| Stephan Vos  | Hoofdtrainer |
| Alex Scholte | Hoofdtrainer |

## Transfers

### Zomer

#### Aangetrokken 2023/24
| Nat.               | Naam            | Van           | Contract     | Bijzonderheden |
| ------------------ | --------------- | ------------- | ------------ | -------------- |
| Vlag van Nederland | Lakeesha Eijken | Standard Luik | 30 juni 2024 |                |

#### Vertrokken 2023/24
| Nat.               | Naam                      | Naar                | Bijzonderheden    |
| ------------------ | ------------------------- | ------------------- | ----------------- |
| Vlag van Nederland | Wendy Balfoort            | Excelsior Rotterdam | Contract opgezegd |
| Vlag van Nederland | Jannette van Belen        | Telstar             |                   |
| Vlag van Nederland | Maartje Looijen           | Onbekend            | Contract opgezegd |
| Vlag van Nederland | Jaimy Ravensbergen        | FC Twente           |                   |
| Vlag van Nederland | Liz Rijsbergen            | FC Twente           |                   |
| Vlag van Nederland | Anne Sellies              | Onbekend            | Contract opgezegd |
| Vlag van Nederland | Dante Wammes              | Gestopt             | Contract opgezegd |
| Vlag van Nederland | Kirsten van de Westeringh | Feyenoord           |                   |

### Winter

#### Aangetrokken 2023/24
| Nat.               | Naam             | Van | Bijzonderheden |
| ------------------ | ---------------- | --- | -------------- |
| Vlag van Nederland | Shanique Dessing | PSV | Huur           |

#### Vertrokken 2023/24
| Nat.               | Naam         | Naar        | Bijzonderheden |
| ------------------ | ------------ | ----------- | -------------- |
| Vlag van Nederland | Nicole Stoop | AaB Aalborg |                |

## Wedstrijdstatistieken

### Oefenwedstrijden
| Oefenwedstrijd 1                                                                     | ADO Den Haag                                                                         | 10 – 0 (7 – 0)   | Southwestern University                                                                          | Opstelling ADO Den Haag |
| 5 augustus 2023 Aanvangstijd: 16.30 uur Plaats: Rijswijk Sportpark Prinses Irene     | Lobke Loonen Manon van Raay Anne van Egmond Cato Pijnacker Hordijk Chloé Vande Velde | Wedstrijdverslag |                                                                                                  | Onbekend |
| Oefenwedstrijd 2                                                                     | ADO Den Haag                                                                         | 3 – 0 (2 – 0)    | Oud-Heverlee Leuven                                                                              | Opstelling ADO Den Haag |
| 9 augustus 2023 Aanvangstijd: 16.00 uur Plaats: Bavel RKVV JEKA                      | Daniëlle Noordermeer 20' Lobke Loonen 40' Nikki IJzerman 90'                         | Wedstrijdverslag |                                                                                                  | Grimmius, Vonk ( 46' Burgers), Noordermeer ( 46' Raaijkmakers), Pijnacker Hordijk ( 46' Stoop), Nelemans ( 66' Dankelman), Vande Velde ( 46' Glotzbach), van Raay ( 46' van der Wal), Loonen ( 66' van Raay 69' Vande Velde), van den Ende ( 46' Susanna), Viehoff ( 46' Van Egmond), Dankelman ( 46' IJzerman) |
| Oefenwedstrijd 3                                                                     | RKVV DSS                                                                             | 1 – 8 (1 – 2)    | ADO Den Haag                                                                                     | Opstelling ADO Den Haag |
| 12 augustus 2023 Aanvangstijd: 14.00 uur Plaats: Haarlem Pim Muliersportpark         | Goal                                                                                 | Wedstrijdverslag | 34', 44' Vanessa Susanna 48' Nikki IJzerman 62', 68' Anne van Egmond 74', 79' Lobke Loonen e.d.' | Eerste helft: Grimmius, Burgers, Pijnacker Hordijk, Raaijmakers, Van den Ende, Eijken, Van der Wal, Dankelman, IJzerman, Viehoff, Susanna Tweede helft: De Bruijn, Vonk, Noordermeer, Stoop, Nelemans, Van Egmond, Glotzbach, Van den Ende, IJzerman ( 68' Van der Wal), Van Raay, Loonen                       |
| Oefenwedstrijd 4                                                                     | Ter Leede                                                                            | 0 – 6 (0 – 2)    | ADO Den Haag                                                                                     | Opstelling ADO Den Haag |
| 17 augustus 2023 Aanvangstijd: 19.30 uur Plaats: Sassenheim Sportpark De Roodemolen  |                                                                                      | Wedstrijdverslag | 24', 46', 54' Manon van Raay 46' Vanessa Susanna 51' Nikki IJzerman 88' Laura Dankelman          | Grimmius, Vonk ( 58' Burgers), Pijnacker Hordijk ( 58' Noordermeer), Stoop ( 58' Raaijmakers), Van den Ende ( 58' Nelemans), Glotzbach ( 58' Van der Wal), Van Egmond ( 58' Van Oosten), Dankelman, Susanna ( 58' Loonen), Van Raay ( 58' Viehoff), IJzerman ( 58' Eijken)                                      |
| Oefenwedstrijd 5                                                                     | KAA Gent                                                                             | 2 – 1 (2 – 0)    | ADO Den Haag                                                                                     | Opstelling ADO Den Haag |
| 19 augustus 2023 Aanvangstijd: 14.00 uur Plaats: Gent Ghelamco Arena                 | Fleur van Daele 24' Amber Maximus 42'                                                | Wedstrijdverslag | 84' Manon van Raay                                                                               | Lorsheijd ( 46' Grimmius), Burgers ( 60' Vonk), Noordermeer ( 60' Pijnacker Hordijk), Raaijmakers ( 60' Stoop), Nelemans, Vande Velde ( 60' Dankelman), van der Wal, van Oosten 46' van Egmond, Loonen ( 60' Susanna, Viehoff ( 60' van Raay), IJzerman ( 60' van den Ende)                                     |
| Oefenwedstrijd 6                                                                     | Feyenoord                                                                            | 2 – 0 (1 – 0)    | ADO Den Haag                                                                                     | Opstelling ADO Den Haag |
| 22 augustus 2023 Aanvangstijd: 19.30 uur Plaats: Rotterdam Sportcomplex Varkenoord   | Maxime Bennink 24' Jada Conijnenberg 42'                                             | Wedstrijdverslag |                                                                                                  | Lorsheijd ( 46' Grimmius), Vonk ( 46' Burgers), Noordermeer ( 32' Pijnacker Hordijk), Stoop, Nelemans, Van der Wal, Dankelman ( 46' Raaijmakers), van Egmond ( 46' Van Oosten), Loonen ( 46' Van Raay), Susanna ( 46' Viehoff), Van den Ende ( 46' IJzerman)                                                    |
| Oefenwedstrijd 7                                                                     | Feyenoord                                                                            | 0 – 0 (0 – 0)    | ADO Den Haag                                                                                     | Opstelling ADO Den Haag |
| 27 augustus 2023 Aanvangstijd: Onbekend Plaats: Maurik                               |                                                                                      | Wedstrijdverslag |                                                                                                  | Onbekend |
| Oefenwedstrijd 8                                                                     | ADO Den Haag                                                                         | 0 – 0 (0 – 0)    | PEC Zwolle                                                                                       | Opstelling ADO Den Haag |
| 27 augustus 2023 Aanvangstijd: Onbekend Plaats: Maurik                               | Vanessa Susanna Manon van Raay                                                       | Wedstrijdverslag | Onbekend                                                                                         | Onbekend |
| Oefenwedstrijd 9                                                                     | SG Essen-Schönebeck                                                                  | 2 – 1 (2 – 1)    | ADO Den Haag                                                                                     | Opstelling ADO Den Haag |
| 2 september 2023 Aanvangstijd: 11:00 uur Plaats: Essen                               | 3' 23' (pen.)                                                                        | Wedstrijdverslag | 22' Lobke Loonen                                                                                 | Lorsheijd, Vonk, Noordermeer ( 83' Pijnacker Hordijk), Raaijmakers ( 67' Stoop), Nelemans ( 57' Van den Ende, Vande Velde ( 81' Glotzbach), van der Wal, van Oosten, Loonen ( 67' Viehoff), van Raay ( 81' van Egmond), IJzerman ( 57' Dankelman)                                                               |
| Oefenwedstrijd 10                                                                    | ADO Den Haag                                                                         | 1 – 0            | Sc Heerenveen                                                                                    | Opstelling ADO Den Haag |
| 8 september 2023 Aanvangstijd: 18:00 uur Plaats: Rijswijk Sportpark Prinses Irene    | Laura Dankelman 84'                                                                  | Wedstrijdverslag |                                                                                                  | Lorsheijd, Vonk ( 69' Pijnacker Hordijk), Noordermeer ( 69' Stoop), Raaijmakers, Nelemans, Vande Velde ( 58' Dankelman), van der Wal ( 81' Glotzbach), van Oosten ( 81' Van Egmond), Loonen ( 69' Abali), Van Raay, IJzerman ( 69' Van den Ende)                                                                |
| Oefenwedstrijd 11                                                                    | PSV                                                                                  | 1 – 2            | ADO Den Haag                                                                                     | Opstelling ADO Den Haag |
| 22 september 2023 Aanvangstijd: 19:30 uur Plaats: Eindhoven Sportcomplex De Herdgang | Onbekend                                                                             | Wedstrijdverslag | Anne van Egmond Lobke Loonen                                                                     | Onbekend |
| Oefenwedstrijd 12                                                                    | ADO Den Haag                                                                         | 3 – 1 (1 – 1)    | Excelsior Rotterdam                                                                              | Opstelling ADO Den Haag |
| 28 oktober 2023 Aanvangstijd: Onbekend Plaats: Rijswijk Sportpark Prins Irene        | Lakeesha Eijken Iris Remmers Nikki IJzerman                                          | Wedstrijdverslag | e.d.' Nicole Stoop                                                                               | Onbekend |
| Oefenwedstrijd 13                                                                    | ADO Den Haag                                                                         | Afgelast         | Bayer 04 Leverkusen                                                                              | Opstelling ADO Den Haag |
| 14 januari 2024 Aanvangstijd: Onbekend Plaats: Duisburg                              |                                                                                      |                  |                                                                                                  | |
| Oefenwedstrijd 13                                                                    | ADO Den Haag                                                                         | 0 – 0 (0 – 0)    | Eintracht Frankfurt                                                                              | Opstelling ADO Den Haag |
| 12 januari 2024 Aanvangstijd: 16:00 uur Plaats: Portimão                             |                                                                                      |                  |                                                                                                  | Lorsheijd ( 60' Grimmius), Dankelman ( 46' Vonk), Noordermeer ( 70' Vande Velde), Douma ( 46' Van der Wal), Burgers ( 46' Susanna), Van de Velde ( 46' Stoop), Dessing ( 46' Eijken), Van Oosten ( 70' Pijnacker Hordijk), Van Raay ( 70' Van den Ende), Loonen ( 46' Nelemans), IJzerman ( 46' Viehoff)        |
| Oefenwedstrijd 14                                                                    | ADO Den Haag                                                                         | 1 – 3 (1 – 2)    | FC Utrecht                                                                                       | Opstelling ADO Den Haag |
| 22 februari 2024 Aanvangstijd: 15.00 uur Plaats: Rijswijk Sportpark Prinses Irene    | Gina Viehoff 5'                                                                      | Wedstrijdverslag | 3', 31', 69' (pen.) Tami Groenendijk                                                             | Grimmius, Dankelman, Raaijmakers, Pijnacker Hordijk, Burgers, Abali ( 77' Nelemans), Van Egmond ( 74' Van Raay), IJzerman ( 46' Van Mierlo), Susanna, Viehoff, Eijken |
| Oefenwedstrijd 15                                                                    | ADO Den Haag                                                                         | 3 – 1 (1 – 0)    | Excelsior                                                                                        | Opstelling Excelsior |
| 9 april 2024 Aanvangstijd: 16:00 uur Plaats: Rijswijk Sportpark Prinses Irene        | Ilham Abali 11' Lysanne van der Wal 77' Wiëlle Douma 84'                             |                  | Wendy Balfoort                                                                                   | Grimmius, Dankelman, Pijnacker Hordijk, Raaijmakers, Burgers, Van Egmond, Abali, Van den Ende, Eijken, Viehoff, Glotzbach Invalsters: Vonk, Douma, Nelemans, Van der Wal, Van Oosten, IJzerman, Van Raay, Susanna, Dessing, Noordermeer                                                                         |
| Oefenwedstrijd 16                                                                    | ADO Den Haag                                                                         | 2 – 0            | AZ                                                                                               | Opstelling AZ |
| 17 mei 2024 Aanvangstijd: Onbekend Plaats: Rijswijk Sportpark Prinses Irene          | Anne van Egmond Vanessa Susanna                                                      |                  |                                                                                                  | Onbekend |

### Eredivisie
|       | Ajax  | AZ Alkmaar | Excelsior | Feyenoord | Fortuna Sittard | sc Heerenveen | PEC Zwolle | PSV   | Telstar | FC Twente | FC Utrecht |
| ----- | ----- | ---------- | --------- | --------- | --------------- | ------------- | ---------- | ----- | ------- | --------- | ---------- |
| Thuis | 1 – 3 | 2 – 0      | 3 – 0     | 2 – 1     | 1 – 1           | 0 – 1         | 1 – 2      | 0 – 0 | 4 – 0   | 2 – 3     | 2 – 1      |
| Uit   | 3 – 0 | 2 – 4      | 0 – 1     | 1 – 1     | 0 – 4           | 0 – 2         | 0 – 0      | 3 – 1 | 1 – 0   | 1 – 0     | 0 – 0      |

| Speelronde 2 | ADO Den Haag                                                                                            | 0 – 0 (0 – 0)    | PSV | Opstelling ADO Den Haag |
| 15 september 2023 Aanvangstijd: 19.30 uur Plaats: Den Haag Bingoal Stadion                                      | Daniëlle Noordermeer 82' Louise van Oosten 87'                                                          | Wedstrijdverslag | 55' Melanie Bross                                                                                            | Lorsheijd, Vonk, Noordermeer, Raaijmakers, Nelemans, Vande Velde, Van Oosten, Can der Wal, Loonen ( 69' Dankelman), van Raay ( 84' van Egmond), IJzerman                                                |
| Speelronde 3 | ADO Den Haag                                                                                            | 1 – 2 (1 – 0)    | PEC Zwolle                                                                                                   | Opstelling ADO Den Haag |
| 30 september 2023 Aanvangstijd: 14.00 uur Plaats: Den Haag Bingoal Stadion                                      | Pleun Raaijmakers 12'                                                                                   | Wedstrijdverslag | 33' 55'Inske Weiman 88' Nayomi Buikema 90+2' Bo van Egmond                                                   | Lorsheijd, Vonk ( 84' Douma), Noordermeer, Raaijmakers, Nelemans, Dankelman ( 73' Stoop), Van Oosten ( 46' Susanna, Van der Wal, Loonen, Van Raay ( 84' Abali), IJzerman ( 73' Eijken)                  |
| Speelronde 4 | Sc Heerenveen                                                                                           | 0 – 2 (0 – 2)    | ADO Den Haag                                                                                                 | Opstelling ADO Den Haag |
| 8 oktober 2023 Aanvangstijd: 12.15 uur Plaats: Heerenveen Sportpark Skoatterwald                                | 84' Tara Kommer 90' Chantal Schouwstra                                                                  | Wedstrijdverslag | 2' Manon van Raay 35' Lobke Loonen 74' Vanessa Susanna 82' Bo Vonk                                           | Lorsheijd, Vonk ( 86' Douma), Noordermeer, Raaijmakers, Nelemans, Dankelman ( 46' Susanna), Van Oosten ( 90+2' Glotzbach), Van der Wal, Loonen ( 86' Eijken), van Raay, IJzerman ( 72' Van Egmond)      |
| Speelronde 5 | FC Utrecht                                                                                              | 0 – 0 (0 – 0)    | ADO Den Haag                                                                                                 | Opstelling ADO Den Haag |
| 13 oktober 2023 Aanvangstijd: 20.30 uur (uur vertraagd vanwege slecht weer) Plaats: Utrecht Stadion Galgenwaard | 90+1' Amber Visscher                                                                                    | Wedstrijdverslag | | Lorsheijd, Vonk, Noordermeer, Stoop, Nelemans, Van Oosten ( 63' Douma), Van der Wal, IJzerman, Susanna ( 74' Van Egmond), Loonen, van Raay ( 90' Eijken)                                                |
| Speelronde 6 | ADO Den Haag                                                                                            | 2 – 3 (1 – 1)    | FC Twente | Opstelling ADO Den Haag |
| 21 oktober 2023 Aanvangstijd: 14.00 uur Plaats: Den Haag Bingoal Stadion                                        | Lobke Loonen 42' (pen.) Louise van Oosten 71' 90+1'                                                     | Wedstrijdverslag | 28' Liz Rijsbergen 61' Marisa Olislagers 69' Wieke Kaptein                                                   | Lorsheijd, Vonk, Raaijmakers ( 74' Eijken), Noordermeer, Nelemans, Van Oosten, Van der Wal ( 33' Douma), IJzerman, Susanna ( 74' Van Egmond), Loonen, van Raay ( 88' Abali)                             |
| Speelronde 7 | AZ | 2 – 4 (0 – 2)    | ADO Den Haag                                                                                                 | Opstelling ADO Den Haag |
| 5 november 2023 Aanvangstijd: 14.00 uur Plaats: Wijdewormer Sportpark Kalverhoek                                | Mirte van Bentum 37' Camie Mol 47' Isa Colin 65' Desiree van Lunteren 83' Floor Spaan 89'               | Wedstrijdverslag | 30' Lobke Loonen 39' Manon van Raay 42' Louise van Oosten 55' (e.d.) Desiree van Lunteren 76' Kayra Nelemans | Lorsheijd, Vonk ( 85' Pijnacker Hordijk), Noordermeer, Stoop, Nelemans ( 85' Van Egmond), Van Oosten, Van der Wal, Douma ( 79' Susanna), IJzerman, Loonen ( 85' Burgers), van Raay ( 79' Abali)         |
| Speelronde 8 | ADO Den Haag                                                                                            | 1 – 1 (0 – 1)    | Fortuna Sittard                                                                                              | Opstelling Fortuna Sittard |
| 11 november 2023 Aanvangstijd: 14.00 uur Plaats: Den Haag Bingoal Stadion                                       | Lobke Loonen 90+5' Vanessa Susanna 90+7'                                                                | Wedstrijdverslag | 22' Alieke Tuin 37' Hildur Antonsdottir                                                                      | Lorsheijd, Vonk ( 87' Eijken), Noordermeer, Stoop, Nelemans, Van Oosten, Van der Wal, Douma, IJzerman, Loonen, van Raay ( 79' Susanna)                                                                  |
| Speelronde 9 | Telstar                                                                                                 | 1 – 0 (0 – 0)    | ADO Den Haag                                                                                                 | Opstelling ADO Den Haag |
| 17 november 2023 Aanvangstijd: 19.30 uur Plaats: Velsen-Zuid 711 Stadion                                        | Samya Hassani 36' Jannette van Belen 56'                                                                | Wedstrijdverslag | | Lorsheijd, Vonk, Noordermeer, Abali ( 81' Vande Velde), Nelemans, Van der Wal ( 86' Van Egmond), Douma ( 69' Eijken), Van Oosten,van Raay, IJzerman ( 69' Susanna), Loonen                              |
| Speelronde 10                                                                                                   | ADO Den Haag                                                                                            | 3 – 0 (1 – 0)    | Excelsior Rotterdam                                                                                          | Opstelling ADO Den Haag |
| 24 november 2023 Aanvangstijd: 19.30 uur Plaats: Den Haag Bingoal Stadion                                       | Lobke Loonen 45+1' (pen.) Nikki IJzerman 53' Manon van Raay 74'                                         | Wedstrijdverslag | 79' Yentl van Goch                                                                                           | Lorsheijd, Vonk, Noordermeer, Abali ( 46' Vande Velde), Nelemans, Van der Wal, Douma, Van Oosten, van Raay, IJzerman, Loonen                                                                            |
| Speelronde 11                                                                                                   | Feyenoord                                                                                               | 1 – 1 (0 – 1)    | ADO Den Haag                                                                                                 | Opstelling ADO Den Haag |
| 9 december 2023 Aanvangstijd: 16.30 uur Plaats: Rotterdam Sportcomplex Varkenoord                               | Sanne Koopman 60' Justine Brandau 89'                                                                   | Wedstrijdverslag | 37' Lobke Loonen                                                                                             | Lorsheijd, Vonk ( 73' Pijnacker Hordijk), Douma, Noordermeer, Nelemans, Van der Wal ( 82' Stoop), Vande Velde, Van Oosten, IJzerman, Van Raay ( 73' Susanna), Loonen                                    |
| Speelronde 1 (inhaalduel)                                                                                       | Ajax | 3 – 0 (2 – 0)    | ADO Den Haag                                                                                                 | Opstelling ADO Den Haag |
| 17 december 2023 Aanvangstijd: 12.15 uur Plaats: Amsterdam Sportpark De Toekomst                                | Tiny Hoekstra 12' Romée Leuchter 34', 77'                                                               | Wedstrijdverslag | Lobke Loonen                                                                                                 | Lorsheijd, Vonk ( 66' Stoop), Douma, Noordermeer, Nelemans, Van der Wal, Vande Velde ( 78' Abali), Van Oosten, IJzerman, Van Raay ( 78' Viehoff), Loonen                                                |
| Speelronde 12                                                                                                   | ADO Den Haag                                                                                            | 2 – 1 (1 – 1)    | FC Utrecht                                                                                                   | Opstelling ADO Den Haag |
| 20 januari 2024 Aanvangstijd: 16.30 uur Plaats: Den Haag Bingoal Stadion                                        | Lobke Loonen 2' Shanique Dessing 69' Lysanne van der Wal 90' Kayra Nelemans 90+1' Vanessa Susanna 90+6' | Wedstrijdverslag | 8' 82' Lotje de Keijzer 41' Marthe Munsterman 90+4' Gera op den Kelder                                       | Lorsheijd, Vonk ( 87' Pijnacker Hordijk), Douma, Noordermeer, Nelemans, Van der Wal, Van Oosten ( 74' Susanna), IJzerman, Dessing ( 87' Eijken), Van Raay, Loonen ( 63' Vande Velde)                    |
| Speelronde 13                                                                                                   | PSV | 3 – 1 (3 – 0)    | ADO Den Haag                                                                                                 | Opstelling ADO Den Haag |
| 28 januari 2024 Aanvangstijd: 12.15 uur Plaats: Eindhoven PSV Campus De Herdgang                                | Joëlle Smits 3', 16' (pen.) Siri Worm 42'                                                               | Wedstrijdverslag | 75' Lobke Loonen                                                                                             | Lorsheijd, Vonk, Douma, Noordermeer, Nelemans ( 46' Susanna), Van der Wal ( 90+2' Van den Ende), Van Oosten ( 74' Abali, Vande Velde ( 46' Van Raay), IJzerman, Dessing ( 61' Eijken), Loonen           |
| Speelronde 14                                                                                                   | Fortuna Sittard                                                                                         | 0 – 4 (0 – 3)    | ADO Den Haag                                                                                                 | Opstelling ADO Den Haag |
| 4 februari 2024 Aanvangstijd: 14.30 uur Plaats: Sittard Fortuna Sittard Stadion                                 | | Wedstrijdverslag | 10' Lobke Loonen 25' Bo Vonk 36' Daniëlle Noordermeer 72' Gina Viehoff                                       | Lorsheijd, Vonk ( 80' Pijnacker Hordijk), Douma, Noordermeer, Nelemans, Van der Wal ( 85' Raaijmakers), Vande Velde ( 70' Van Oosten), IJzerman ( 80' Eijken), Dessing ( 70' Viehoff), Loonen, Van Raay |
| Speelronde 15                                                                                                   | ADO Den Haag                                                                                            | 2 – 0 (1 – 0)    | AZ | Opstelling ADO Den Haag |
| 10 februari 2024 Aanvangstijd: 14.00 uur Plaats: Den Haag Bingoal Stadion                                       | Lobke Loonen 29' Nikki IJzerman 74' Shanique Dessing 75' Daniëlle Noordermeer 84'                       | Wedstrijdverslag | Desiree van Lunteren                                                                                         | Lorsheijd, Vonk ( 86' Dankelman), Noordermeer, Douma, Nelemans ( 86' Pijnacker Hordijk), Van der Wal, Vande Velde ( 67' Van Oosten), Van Raay ( 79' Abali), IJzerman, Dessing ( 80' Susanna), Loonen    |
| Speelronde 16                                                                                                   | PEC Zwolle                                                                                              | 0 – 0 (0 – 0)    | ADO Den Haag                                                                                                 | Opstelling ADO Den Haag |
| 2 maart 2024 Aanvangstijd: 16.30 uur Plaats: Zwolle MAC³PARK stadion                                            | | Wedstrijdverslag | 16' Pleun Raaijmakers                                                                                        | Lorsheijd, Vonk, Noordermeer, Douma, Nelemans, Raaijmakers ( 87' Pijnacker Hordijk), Van Oosten, IJzerman, Van Raay ( 74' Susanna), Loonen, Dessing ( 90+4' Viehoff)                                    |
| Speelronde 17                                                                                                   | ADO Den Haag                                                                                            | 4 – 0 (2 – 0)    | Telstar | Opstelling ADO Den Haag |
| 9 maart 2024 Aanvangstijd: 14.00 uur Plaats: Den Haag Bingoal Stadion                                           | Lobke Loonen 17' Lysanne van der Wal 25', 63' Shanique Dessing 56' Lieke Vis 85' (e.d.)                 | Wedstrijdverslag | 33' Anna van der Vlist                                                                                       | Lorsheijd, Vonk, Noordermeer, Douma, Nelemans, Van der Wal ( 63' Raaijmakers), Van Oosten ( 75' Abali), IJzerman, Van Raay ( 83' Eijken), Loonen ( 83' Viehoff), Dessing ( 63' Vande Velde)             |
| Speelronde 19                                                                                                   | FC Twente                                                                                               | 1 – 0 (1 – 0)    | ADO Den Haag                                                                                                 | Opstelling ADO Den Haag |
| 30 maart 2024 Aanvangstijd: 14.00 uur Plaats: Enschede Sportpark Schreurserve                                   | Marit Auée 13' Wieke Kaptein 56'                                                                        | Wedstrijdverslag | 76' Bo Vonk 84' Daniëlle Noordermeer                                                                         | Lorsheijd, Vonk ( 81' Susanna), Noordermeer, Douma, Nelemans, Van Oosten ( 68' Vande Velde), Van der Wal, IJzerman, Van Raay, Loonen, Dessing ( 81' Van Egmond)                                         |
| Speelronde 18 (inhaalduel)                                                                                      | ADO Den Haag                                                                                            | 0 – 1 (0 – 0)    | sc Heerenveen                                                                                                | Opstelling ADO Den Haag |
| 14 april 2024 Aanvangstijd: 12.15 uur Plaats: Den Haag Bingoal Stadion                                          | Lysanne van der Wal 67'                                                                                 | Wedstrijdverslag | 56' Jet van Beijeren 90' Chantal Schouwstra                                                                  | Lorsheijd, Vonk ( 82' Vande Velde), Noordermeer, Douma, Nelemans, Van Oosten ( 72' Abali), Van der Wal, IJzerman ( 78' Eiken), Van Raay ( 78' Remmers), Loonen, Dessing                                 |
| Speelronde 20                                                                                                   | ADO Den Haag                                                                                            | 2 – 1 (1 – 0)    | Feyenoord | Opstelling ADO Den Haag |
| 21 april 2024 Aanvangstijd: 12.15 uur Plaats: Den Haag Bingoal Stadion                                          | Lobke Loonen 3' Chloé Vande Velde 66'                                                                   | Wedstrijdverslag | 48' Celainy Obispo                                                                                           | Lorsheijd, Vonk ( 90+2' Pijnacker Hordijk), Noordermeer, Douma, Nelemans, Van Oosten ( 90+2' Dankelman), Van der Wal, IJzerman ( 61' Vande Velde), Van Raay ( 86' Susanna), Loonen, Dessing             |
| Speelronde 21                                                                                                   | Excelsior                                                                                               | 0 – 1 (0 – 1)    | ADO Den Haag                                                                                                 | Opstelling ADO Den Haag |
| 1 mei 2024 Aanvangstijd: 18.45 uur Plaats: Rotterdam Van Donge & De Roo Stadion                                 | Yara Helderman 86'                                                                                      | Wedstrijdverslag | 4' Nikki IJzerman                                                                                            | Lorsheijd, Vonk, Noordermeer, Douma, Nelemans, Van Oosten ( 74' Van den Ende), Van der Wal, IJzerman ( 68' Vande Velde), Van Raay, Loonen, Dessing                                                      |
| Speelronde 22                                                                                                   | ADO Den Haag                                                                                            | 1 – 3 (1 – 1)    | Ajax | Opstelling ADO Den Haag |
| 11 mei 2024 Aanvangstijd: 16.30 uur Plaats: Den Haag Bingoal Stadion                                            | Lobke Loonen 41' (pen.) Manon van Raay 45+1'                                                            | Wedstrijdverslag | 36' Danique Tolhoek 40' Kay-lee de Sanders 63' Lily Yohannes 84' Tiny Hoekstra                               | Lorsheijd, Vonk ( 86' Dankelman), Noordermeer, Douma ( 72' Susanna), Nelemans, Van der Wal, Van Oosten, Van Raay ( 82' Vande Velde), IJzerman ( 82' Abali), Loonen, Dessing ( 86' Eijken)               |

### KNVB Beker
| Achtste Finales                                                           | ADO Den Haag | 1 – 1 (0 – 1) (4 – 5 na penalties) | Feyenoord                                                                                           | Opstelling ADO Den Haag |
| 16 februari 2024 Aanvangstijd: 20:00 uur Plaats: Den Haag Bingoal Stadion | Daniëlle Noordermeer 90+1' Lobke Loonen Cato Pijnacker Hordijk Jill van den Ende Vanessa Susanna Daniëlle Noordermeer | Wedstrijdverslag                   | 60' Jada Conijnenberg Amber Verspaget Ziva Henry Esmee de Graaf Sisca Folkertsma Ella Van Kerkhoven | Lorsheijd, Vonk ( 116' Raaijmakers), Noordermeer, Douma ( 80' Pijnacker Hordijk), Nelemans ( 80' Van den Ende), Van der Wal, Van Oosten), Van Raay ( 69' Vande Velde), Dessing ( 80' Susanna), Loonen, IJzerman ( 80' Eijken) |

## Statistieken ADO Den Haag 2023/24

### Tussenstand ADO Den Haag in de Nederlandse Eredivisie Vrouwen 2023/24
| Stand | Gespeeld | Gewonnen | Gelijk | Verloren | Punten | Doelpunten voor | Doelpunten tegen | Gele kaarten | Rode kaarten |
| ----- | -------- | -------- | ------ | -------- | ------ | --------------- | ---------------- | ------------ | ------------ |
| 5e    | 22       | 9        | 5      | 8        | 32     | 31              | 23               | 18           | 0            |

### Topscorers
| #              | Naam                      | Goal |
| -------------- | ------------------------- | ---- |
| 1.             | Lobke Loonen              | 14   |
| 2.             | Nikki IJzerman            | 3    |
| 2.             | Manon van Raay            | 3    |
| 4.             | Shanique Dessing          | 2    |
| 4.             | Lysanne van der Wal       | 2    |
| 6.             | Kayra Nelemans            | 1    |
| 6.             | Daniëlle Noordermeer      | 1    |
| 6.             | Louise van Oosten         | 1    |
| 6.             | Pleun Raaijmakers         | 1    |
| 6.             | Chloé Vande Velde         | 1    |
| 6.             | Gina Viehoff              | 1    |
| 6.             | Bo Vonk                   | 1    |
| Eigen doelpunt |                           |      |
| 1.             | Desiree van Lunteren (AZ) | 1    |
| 1.             | Lieke Vis (Telstar)       | 1    |
| Totaal         | Totaal                    | 31   |

| #      | Naam                 | Goal |
| ------ | -------------------- | ---- |
| 1.     | Daniëlle Noordermeer | 1    |
| Totaal | Totaal               | 1    |

| #      | Naam                   | Goal |
| ------ | ---------------------- | ---- |
| 1.     | Lobke Loonen           | 9    |
| 2.     | Manon van Raay         | 8    |
| 3.     | Anne van Egmond        | 5    |
| 3.     | Vanessa Susanna        | 5    |
| 5.     | Nikki IJzerman         | 4    |
| 6.     | Laura Dankelman        | 2    |
| 7.     | Ilham Abali            | 1    |
| 7.     | Wiëlle Douma           | 1    |
| 7.     | Lakeesha Eijken        | 1    |
| 7.     | Daniëlle Noordermeer   | 1    |
| 7.     | Cato Pijnacker Hordijk | 1    |
| 7.     | Iris Remmers           | 1    |
| 7.     | Chloé Vande Velde      | 1    |
| 7.     | Gina Viehoff           | 1    |
| 7.     | Lysanne van der Wal    | 1    |
| Totaal | Totaal                 | 41   |

### Kaarten
| #      | Naam                 | Kreeg geel |
| ------ | -------------------- | ---------- |
| 1.     | Daniëlle Noordermeer | 3          |
| 1.     | Louise van Oosten    | 3          |
| 1.     | Vanessa Susanna      | 3          |
| 4.     | Bo Vonk              | 2          |
| 4.     | Lysanne van der Wal  | 2          |
| 6.     | Shanique Dessing     | 1          |
| 6.     | Kayra Nelemans       | 1          |
| 6.     | Pleun Raaijmakers    | 1          |
| 6.     | Manon van Raay       | 1          |
| Totaal | Totaal               | 18         |

| #      | Naam   | Kreeg voor de tweede keer geel en dus rood |
| ------ | ------ | ------------------------------------------ |
| –      |        | 0                                          |
| Totaal | Totaal | 0                                          |

| #      | Naam   | Weggestuurd |
| ------ | ------ | ----------- |
| 1.     |        |             |
| Totaal | Totaal | '           |

## Voetnoten
ADO Den Haag · 
Ajax · 
AZ · 
Excelsior · 
Feyenoord · 
Fortuna Sittard · 
sc Heerenveen · 
PEC Zwolle · 
PSV · 
Telstar · 
FC Twente · 
FC Utrecht